# Highlands
Le Highlands scozzesi (the Hielands ovvero "gli Altipiani") sono la regione montuosa della Scozia, posta a nord e ad ovest del Regno Unito. Esse sono comunemente descritte come una delle più belle e scenografiche regioni dell'Europa.
L'area è scarsamente popolata, dominata da numerose catene montuose. Nonostante faccia parte della Gran Bretagna, che è assai densamente popolata, la densità media della popolazione nelle Highlands e nelle isole scozzesi è inferiore a quella di Svezia, Norvegia, Papua Nuova Guinea e Argentina.
Tra i centri abitati il più importante è Inverness. L'area amministrativa delle Highland ("Highland Council") comprende circa il 40% dell'intera regione; la parte rimanente è suddivisa tra le aree amministrative dell'Aberdeenshire, dell'Angus, dell'Argyll e Bute, del Moray, del Perth e Kinross e dello Stirling. Sebbene l'isola di Arran appartenga amministrativamente all'Ayrshire Settentrionale, la sua regione settentrionale viene generalmente compresa nelle Highlands.

## Cultura
Culturalmente l'area è assai differente dalle Lowlands. Una gran parte delle Highlands si trova nella regione conosciuta come la Gàidhealtachd (approssimativamente pronunciata Gailtahk), che fu durante gli ultimi cento anni la zona della Scozia in cui si continuò a parlare (e si parla tuttora) la lingua Gaelica. Le parole sono talvolta usate interscambiabilmente, ma hanno un significato leggermente diverso. Vi si parla diffusamente anche il dialetto inglese delle Highlands.
Esistono alcune somiglianze tra la cultura delle Highlands e la cultura Irlandese: la lingua gaelica, comune ad entrambe, lo sport (lo shinty e l'hurling sono sport diffusi in entrambe), e la musica celtica. La musica delle Highlands, che assomiglia alla musica tradizionale irlandese, riflette spesso gli storici sentimenti di antipatia e avversione verso gli Inglesi, meno diffusi, invece, tra gli abitanti delle Lowlands.

## Religione
In Scozia la Riforma protestante, che ebbe inizio nelle Lowlands, ottenne solo un parziale successo nelle Highlands. Il Cattolicesimo Romano rimase fortemente radicato in alcune zone, sostenuto dai missionari Francescani Irlandesi che giungevano regolarmente nella zona a celebrare la messa.

## Geografia storica

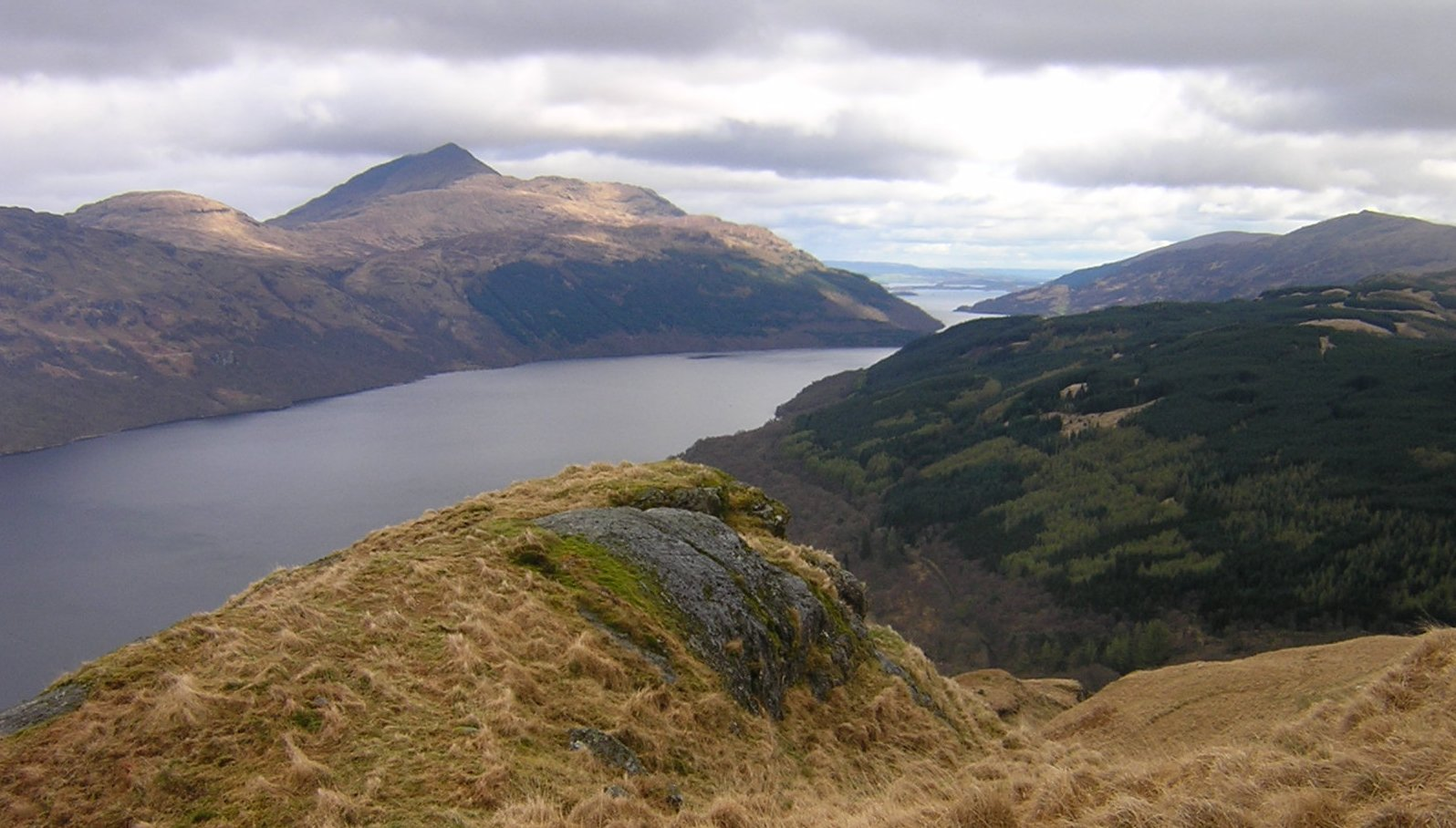
Il Loch Lomond

Nella concezione tradizionale della geografia della Scozia le Highlands identificano quella parte del paese che si trova a nord-ovest di una linea immaginaria che va da Dumbarton a Stonehaven, incluse le Ebridi esterne e interne, parti del Pertshire e la contea di Bute, con l'esclusione delle isole Orcadi e Shetland, del Caithness, della piatta costa delle contee di Nairnshire, Morayshire e Banffshire e gran parte dell'Aberdeenshire orientale. Quest'area delle Highlands differisce dalle Lowlands per lingua e tradizioni, avendo conservato la parlata gaelica e le antiche usanze anche dopo secoli di anglicizzazione delle seconde.
La differenza culturale tra "Highlanders" e "Lowlanders" inizia ad essere rilevata verso la fine del XIV secolo. La città di Inverness è abitualmente considerata la capitale delle Highlands, tuttavia vi sono differenti definizioni del confine del territorio che creano ulteriore confusione.

### Highland (area amministrativa)
L'area amministrativa Highland (Highland council area), creata come una regione del governo locale nel 1975, è diventata un'Autorità unitaria dal 1996. Si trovano fuori dai suoi confini una vasta parte delle Highlands meridionali e orientali e le isole Ebridi esterne, mentre vi è compreso il Caithness. Il nome Highlands viene talvolta usato per denominarla, come per il "Servizio antincendio e di soccorso delle Highlands e delle Isole". Il termine "Nord" è anche utilizzato per riferirsi all'area soggetta al controllo della "Polizia del Nord", ma il territorio comprende anche le aree amministrative delle isole Orcadi, Shetland ed Ebridi esterne.
Il cartello di benvenuto per chi entra nei confini dell'area, situato al passo di Drumochter, tra Glen Garry e Dalwhinnie, che riporta la frase "Benvenuti nelle Highlands", (in Inglese e in Gaelico: "Welcome to the Highlands / Failte don Gàidhealtachd"), è tuttora fonte di controversia, poiché nel luogo si trova il confine della regione amministrativa di Highland e non quello delle Highlands, che si estendono molto più a sud.

### Le Highlands e le Isole

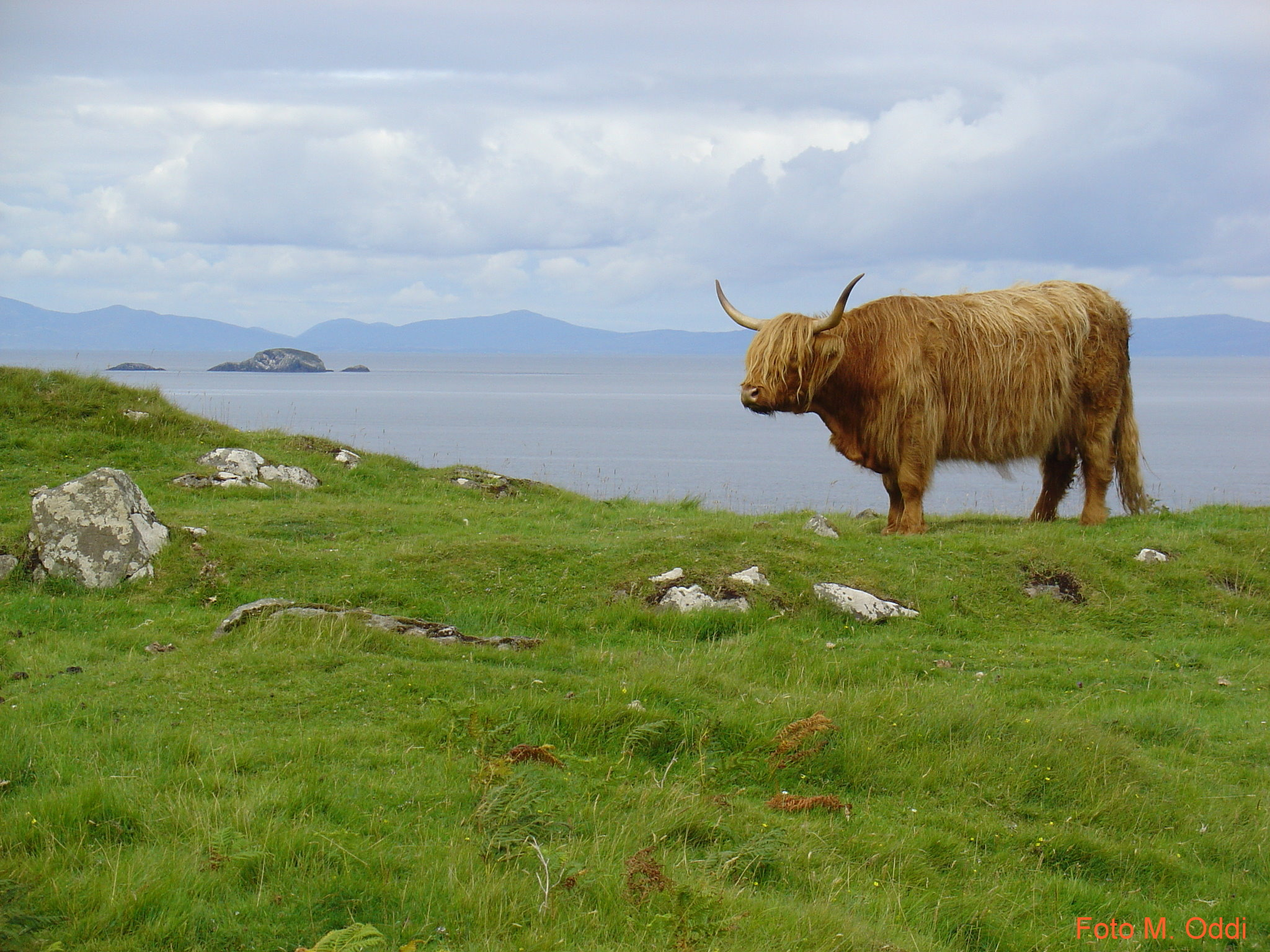
La razza bovina Highlander, originaria del luogo, e ora diffusa in tutto il mondo.

Una gran parte delle Highlands scozzesi coincide con l'area chiamata "Highlands e Isole". Una circoscrizione elettorale così chiamata viene usata nelle elezioni per il Parlamento scozzese: essa include le isole Orcadi e Shetland, oltre all'area amministrativa Highland, alle isole Ebridi esterne e gran parte delle aree amministrative di Argyll e Bute e Moray.
Il termine ha tuttavia differenti significati a seconda del contesto in cui è utilizzato. Esso identifica la circoscrizione di Highland, le Orcadi, le Shetland e le Ebridi esterne nel "Servizio antincendio e di soccorso delle Highlands e delle Isole". Lo stesso territorio, inteso come area di competenza della "Polizia del Nord", viene definito semplicemente "Nord", o "Scozia del Nord".

### Highland Park
"Highland Park" è il nome di uno Scotch whisky di puro malto distillato nelle isole Orcadi, che non appartengono all'area amministrativa Highland né fanno parte delle Highlands scozzesi. Tuttavia, le Orcadi sono accomunate alle Highlands, insieme alle isole Shetland, per quanto riguarda l'aspetto dello sviluppo economico, trovandosi tutte unite sotto l'"ombrello" della rete commerciale "Highlands e Isole" ("Highlands & Islands Enterprise").

## Geologia
Geologicamente parlando, le Highlands consistono in un vecchio altopiano suddiviso in varie sezioni, o in un blocco composto da antiche rocce cristalline con valli fortemente incise e profondi laghi (in gaelico loch) scavati dall'azione dei torrenti di montagna e del ghiaccio. La topografia che ne risulta è quella di una vasta area di montagne irregolarmente distribuite la cui cima ha quasi la stessa altezza rispetto al livello del mare, ma la cui base risulta diversamente conformata in conseguenza dell'entità dell'erosione che l'altopiano ha subito in differenti zone.
La scarsa evaporazione, il lento drenaggio e l'abbondanza delle precipitazioni risultano nella formazione di vaste aree di ristagno dell'acqua dove si sviluppano specie vegetali che portano lentamente alla formazione di torba: le torbiere.

## Città e villaggi

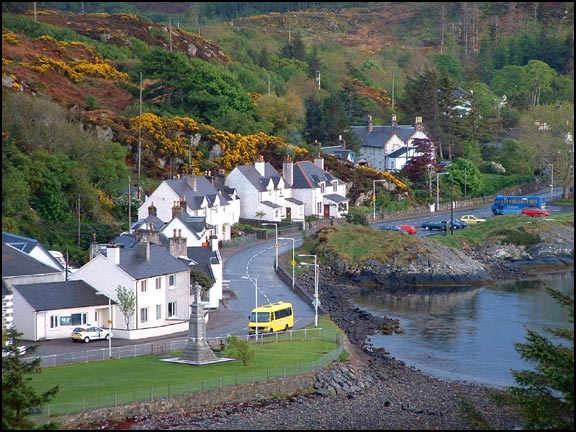
Lochinver

- Aberfeldy, Alness, Altnaharra, Applecross, Aultbea, Aviemore,
- Back of Keppoch, Ballachulish, Beauly, Blair Atholl, Braemar
- Cannich, Coldbackie, Crianlarich, Cromarty Culbokie
- Dalwhinnie, Dingwall, Dornie, Dornoch, Durness
- Fort Augustus, Fort William
- Gairloch, Glencoe, Glenelg
- Inveraray, Invermoriston, Inverness (dichiarata città dal 2001)
- John o' Groats
- Killin, Kingussie, Kinlochleven, Kinlochewe, Kinloch Rannoch, Kyle of Lochalsh
- Lochcarron, Lochinver
- Mallaig
- Nairn, Newtonmore, North Ballachulish, Nethy Bridge
- Oban
- Plockton, Poolewe, Portmahomack
- manebimus
- Shieldaig, South Ballachulish, Strathpeffer, Strathy
- Tain, Taynuilt, Thurso, Tobermory, Tomintoul, Tongue, Torridon
- Ullapool
- Wick

## Altri luoghi di interesse
- Eilean Donan
- Glen Coe
- Glen Lyon
- Glen Orchy
- Glen Spean
- I giardini di Inverewe
- Il castello di Tioram
- Il castello di Tor
- Il sentiero della West Highland Way
- Loch Linnhe
- Loch Lochy
- Loch Ness
- Loch Lomond
- Loch Rannoch
- Loch Katrine
- Rannoch Moor

## Nomi storici di luoghi delle Highlands
- Sutherland Cataibh
- Assynt Asainte
- Coigach Còigeach
- Kintail Cinn Tàile
- Knoydart Cnòideart
- Morar Mòrar
- Moidart Mùideart
- Sunart Suaineart
- Ardnamurchan Àird nam Murchan
- Morvern A' Mhorbhairne
- Ardgour Àird Ghobhar
- Lochaber Loch Abar
- Appin An Apainn
- Lorne Latharna
- Argyll Earra-Ghaidheal
- Knapdale Cnapadal
- Cowal Comhghall
- Strathspey Srath Spè
- Badenoch Bàideanach
- Braemar Bràigh Mhàrr
- Rannoch Raineach
- Atholl Athall
- Breadalbane Bràid Albainn
- Trossachs Na Trosaichean

## Galleria d'immagini

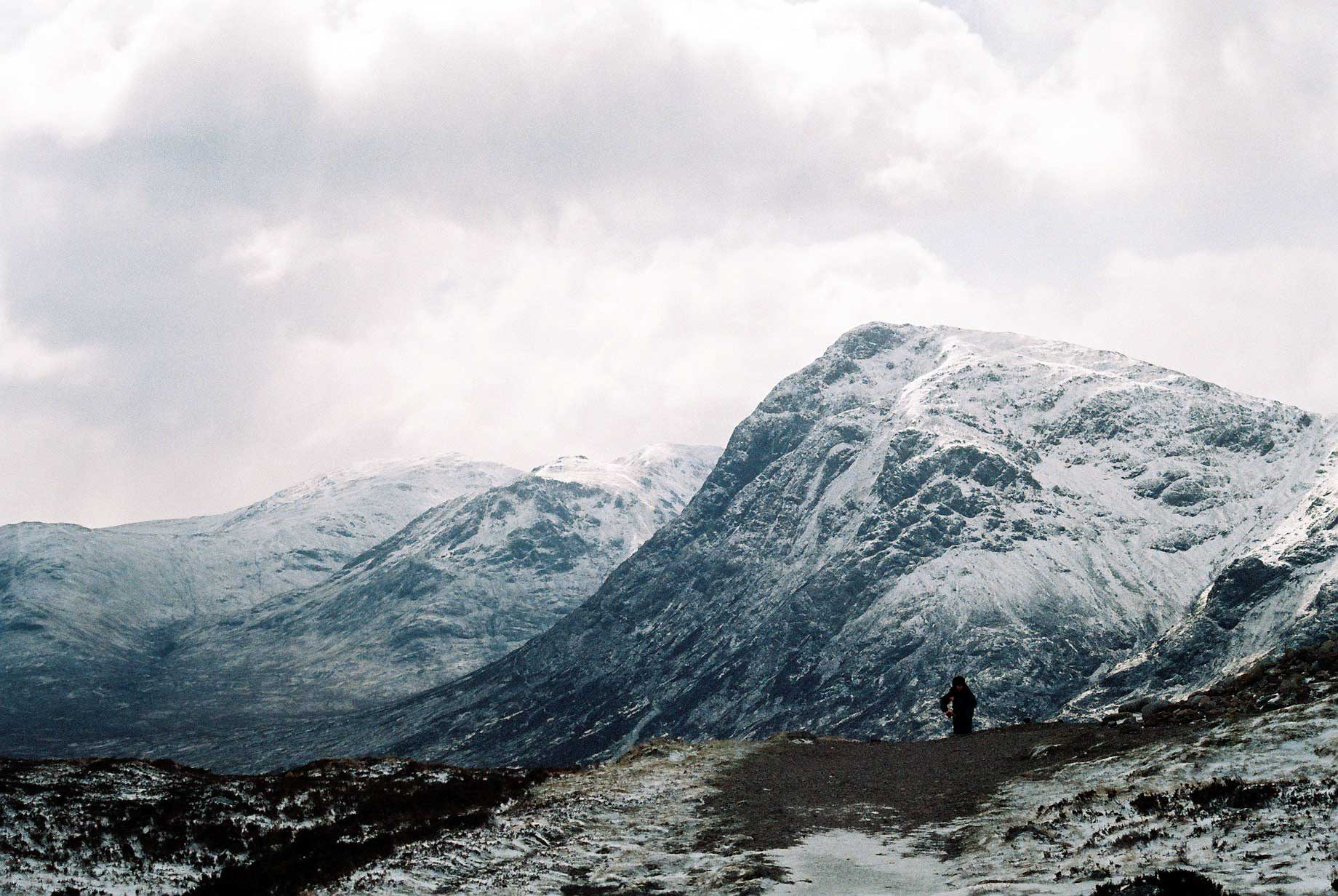
La valle di Glen Coe vista dalla West Highland Way
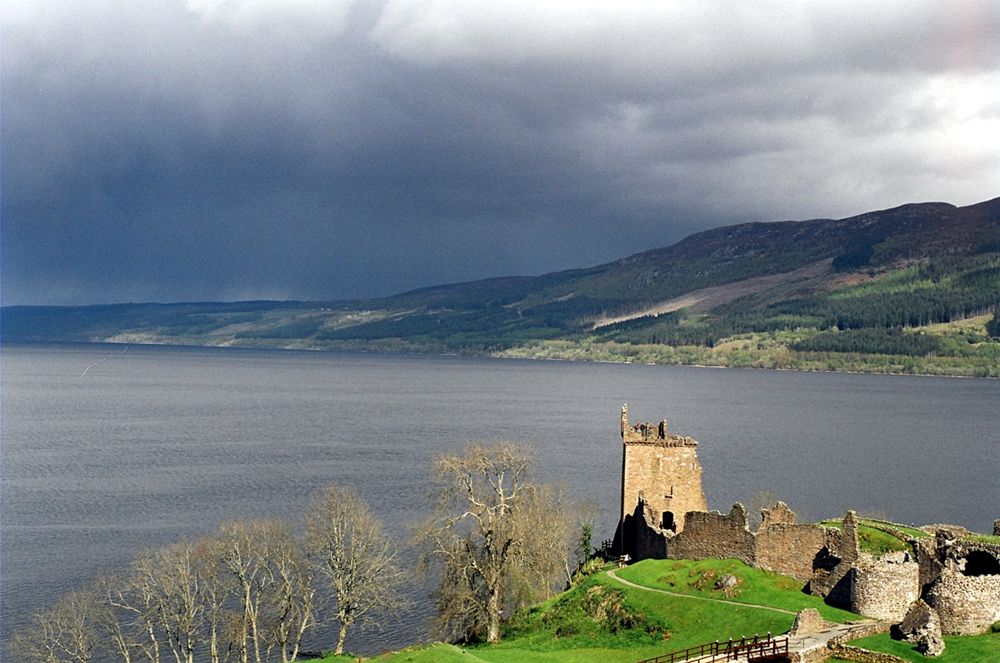
Il famoso Loch Ness
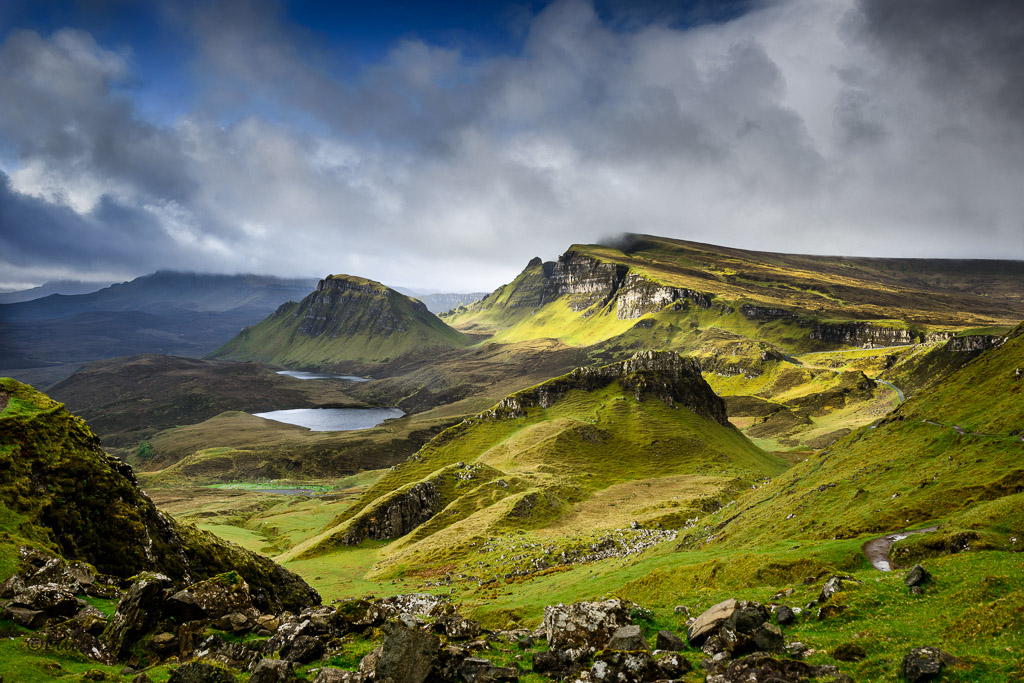
Isola di Skye
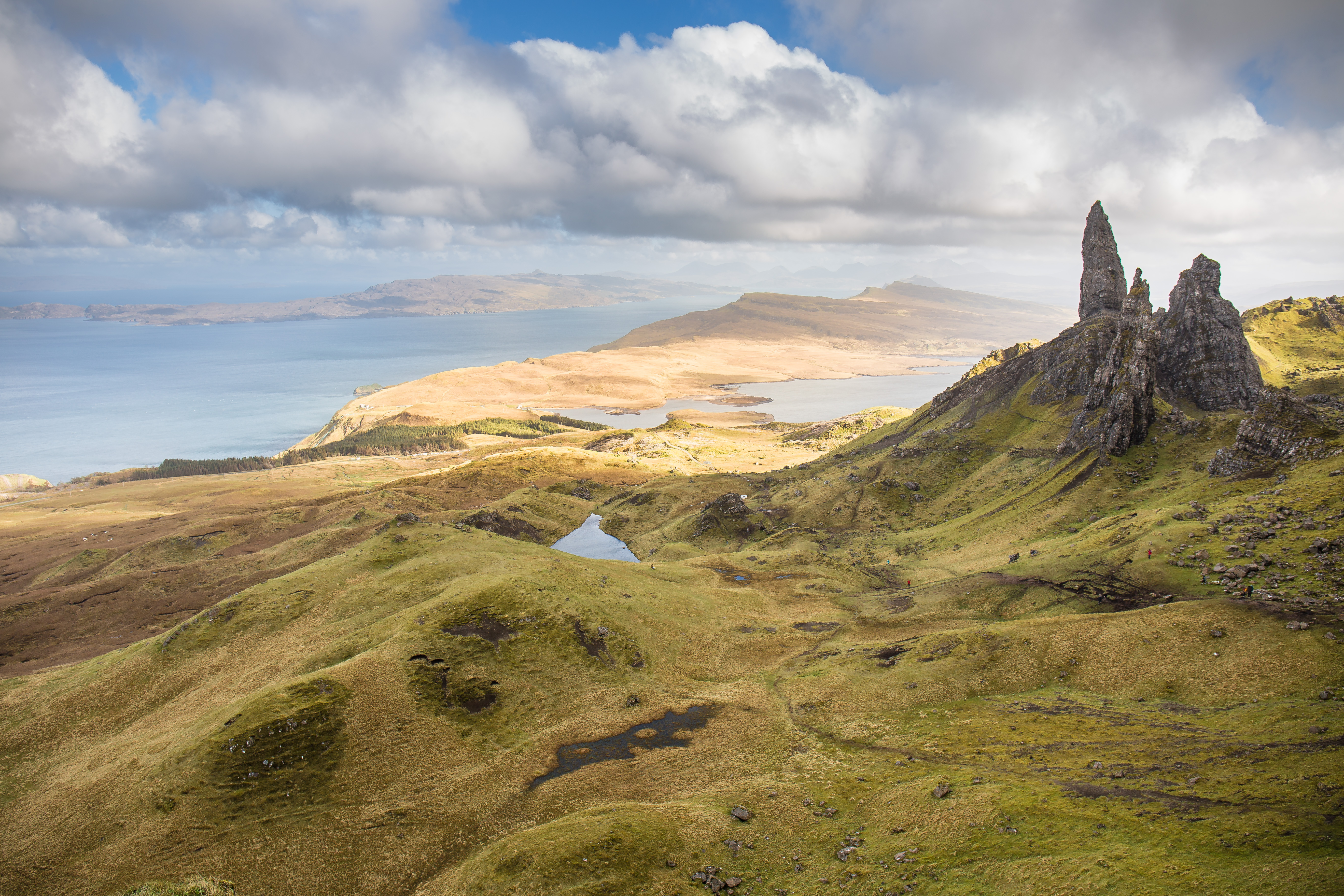
L'"Old Man of Storr", nell'isola di Skye
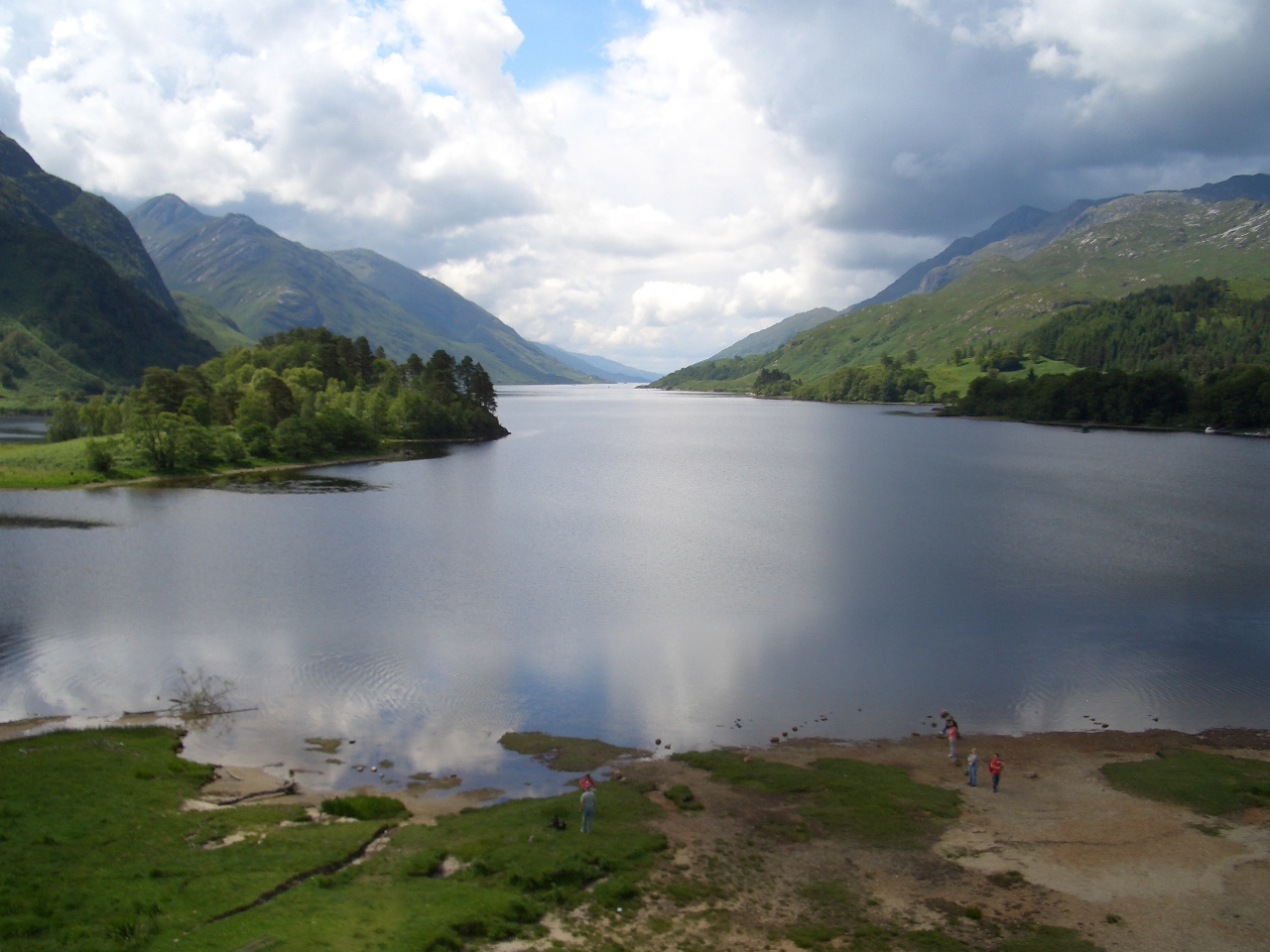
Il Loch Shiel
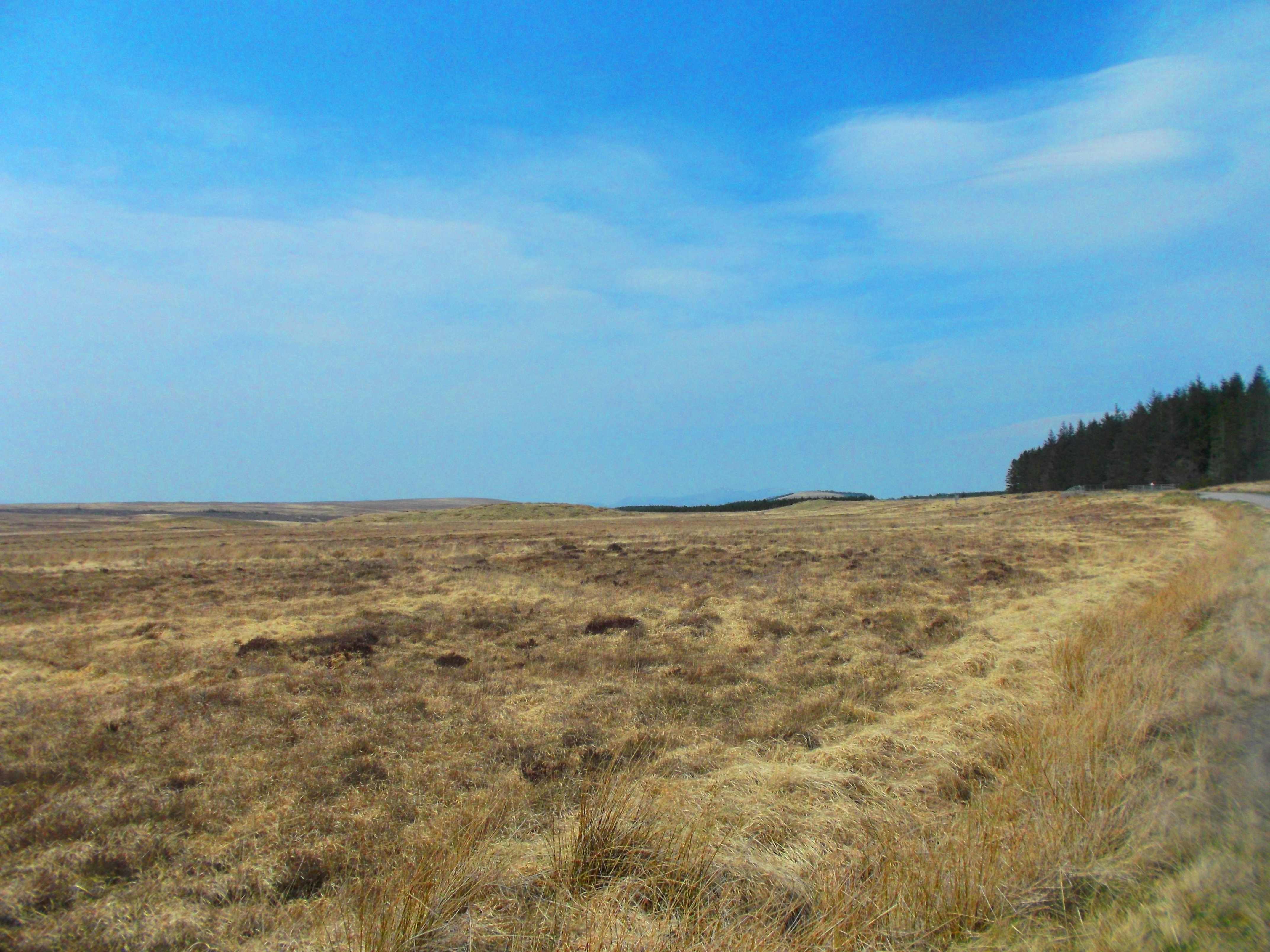
Ambiente di torbiera nelle Highlands scozzesi nei pressi di Lairg
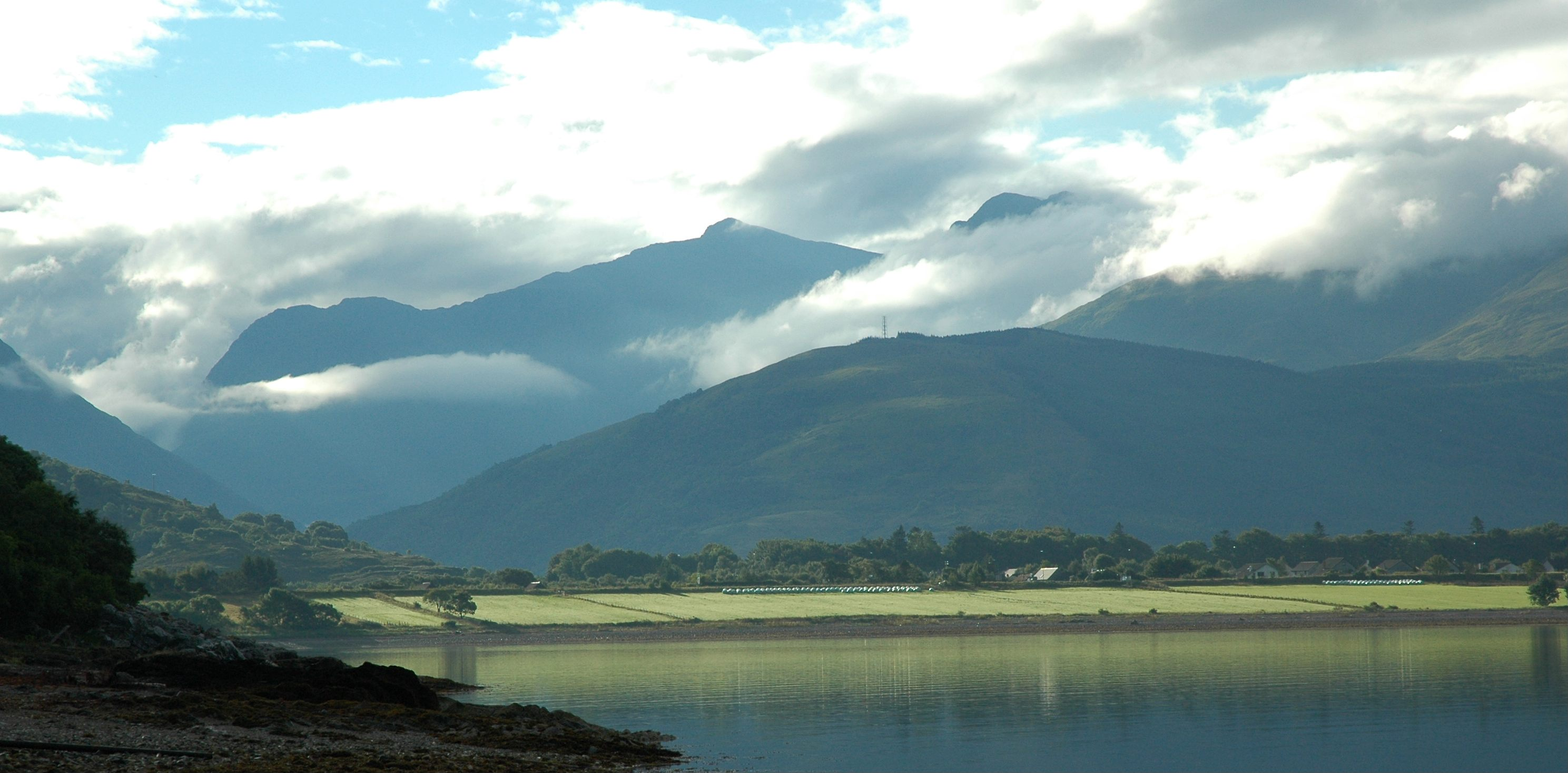
Loch Linnhe
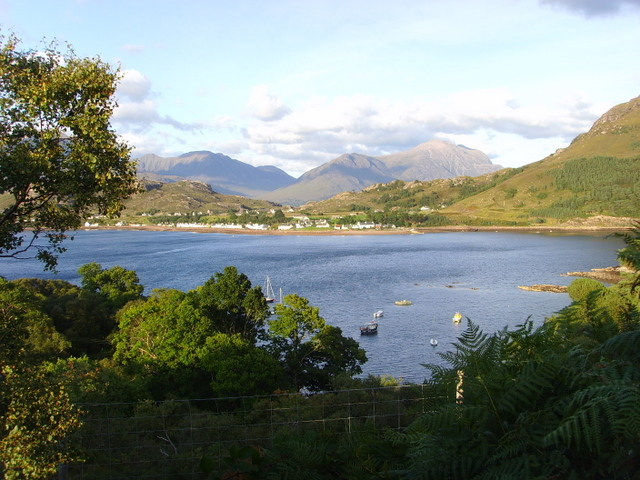
Shieldaig vista dalla strada per Applecross